# Río Tapti
El río Tapti, nombre clásico Tapi (en sánscrito, तापी), es un río ubicado en la región central de la India. Es uno de los ríos principales del subcontinente indio, con una longitud de 724 kilómetros y una cuenca de 65 145 km², similar a países como Letonia, Lituania o Sri Lanka. Es uno de los tres ríos —con el Narmada y el Mahi— que discurre en dirección este a oeste.

## Geografía
El río nace en el este de las montañas de Satpura, al sur del estado de Madhya Pradesh, y fluye hacia el oeste, hasta la región de Nimar en Madhya Pradesh, Kandesh y al este de Vidarbha en Maharashtra, todas estas regiones son ubicadas en el noroeste de la meseta de Decán, antes de su desembocadura en el golfo de Cambay en el mar de Omán, en el estado de Guyarat. 
Las Ghats Occidentales y las montañas de Sahyadri están al sur del río Tapti cerca de la frontera entre los estados de Guyarat y Maharashtra.
El río Tapti drena un área de aproximadamente 65 145 km², casi el 2% de la India, y comprende parte de los estados de Maharashtra (51 504 km²), Madhya Pradesh (9 804 km²) y Guyarat (3 837 km²).
La cuenca hidrográfica drena sobre todo los distritos del norte y del este de Maharashtra, incluyendo Amravati, Akola, Buldhana, Washim, Jalgaon, Dhule, Nandurbar, y Nashik, pero también cubre los distritos de Betul, y Burhanpur en Madhya Pradesh y el distrito de Surat en Guyarat.

### Principales afluentes
Los principales afluentes del río Tapti son el río Purna (340 km), el río Girna, el río Panzara, el río Waghur, el río Bori y el río Aner. 

## Nombre
El río Tapti proviene del distrito de Betul, del lugar llamado Multai. El nombre en sánscrito de la ciudad de Multai es Multapi. Tal es el significado del origen de Tapi o río Tapti.
Hay otro río Tapi, un corto río de 230 km localizado en Tailandia, que fue llamado así por este río Tapti de la India en agosto de 1915.
- Datos: Q707056
- Multimedia: Tapti River / Q707056